# ASTRAD & AustroKommunal

Logo ASTRAD

Die Astrad & Austrokommunal ist eine vom Magazin EuroKommunal veranstaltete Fachmesse für Städte, Gemeinden, Bauhöfe und Straßenmeistereien.

## Geschichte
Die Veranstaltung ist eine Fachmesse speziell für Gemeinden und Straßenmeistereien und findet zweijährlich in Wels statt. Sie ist die größte Kommunalmesse Österreichs. Zur Astrad & Austrokommunal 2013 kamen 3.800 Fachbesucher sowie 130 Unternehmen aus dem Bereich Kommunalwirtschaft, die auf 23.000 Quadratmetern ihre Produkte und Dienstleistungen präsentierten.
Im Rahmen der Messe Austrokommunal findet das Symposium Straßenerhaltung, Ausrüstung und Winterdienst (Astrad) des Österreichischen Nationalkomitees des Welt-Straßenverbandes Association mondiale de la Route (World Road Association, AIPCR/PIARC) statt.
Auch anderes Rahmenprogramm wird veranstaltet, etwa 2011 ein Fachkongress Elektromobilität im kommunalen Alltag – Chancen und Herausforderungen des Österreichischen Städtebunds und der Österreichischen Energieagentur.